# Marco Barbo

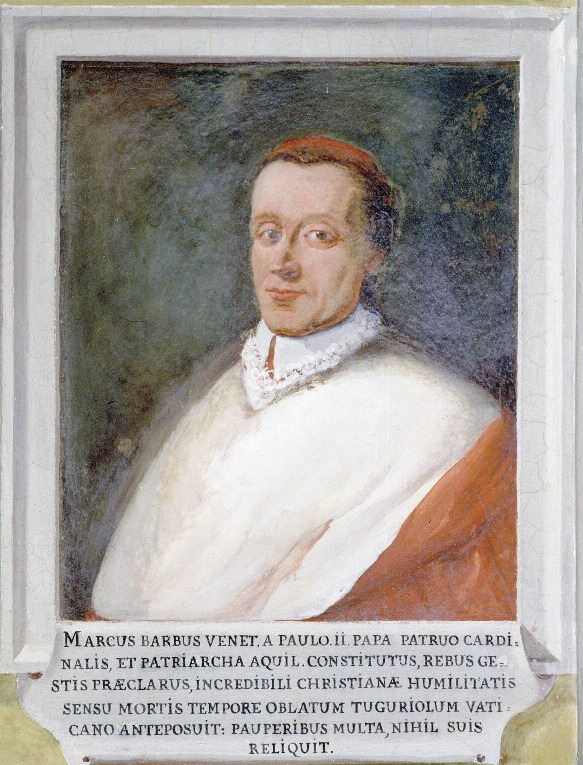
Idealporträt des Kardinals und Patriarchen Marco Barbo (Gemälde im Palazzo Patriarcale in Udine)

Marco Barbo (* 1420 in Venedig; † 11. März 1491 in Rom) war ein Kardinal der katholischen Kirche. Er war ein Sohn des venezianischen Patriziers Paolo Barbo.

## Kirchliche Laufbahn

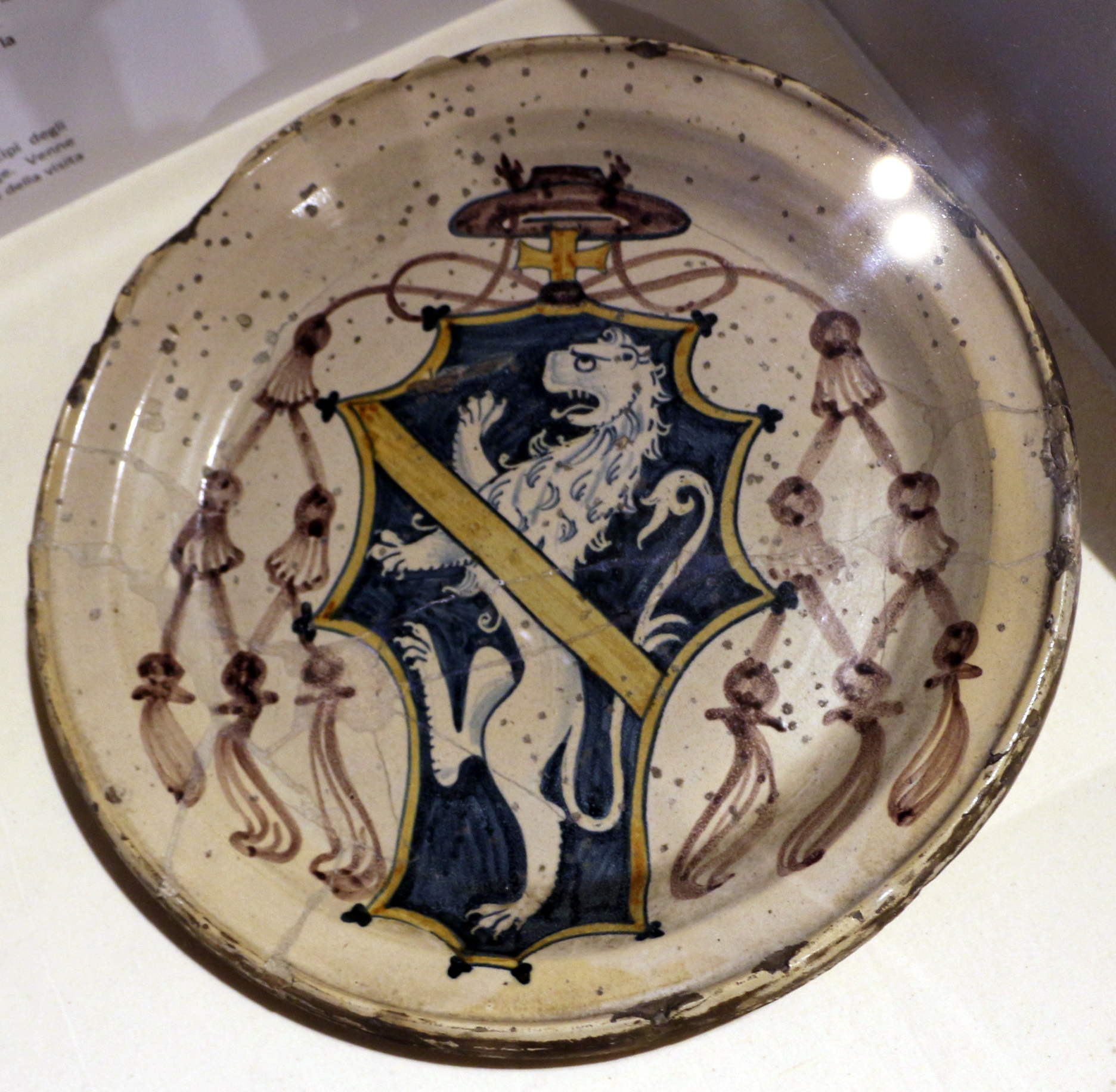
Teller mit dem Kardinalswappen von Marco Barbo (1467/68)

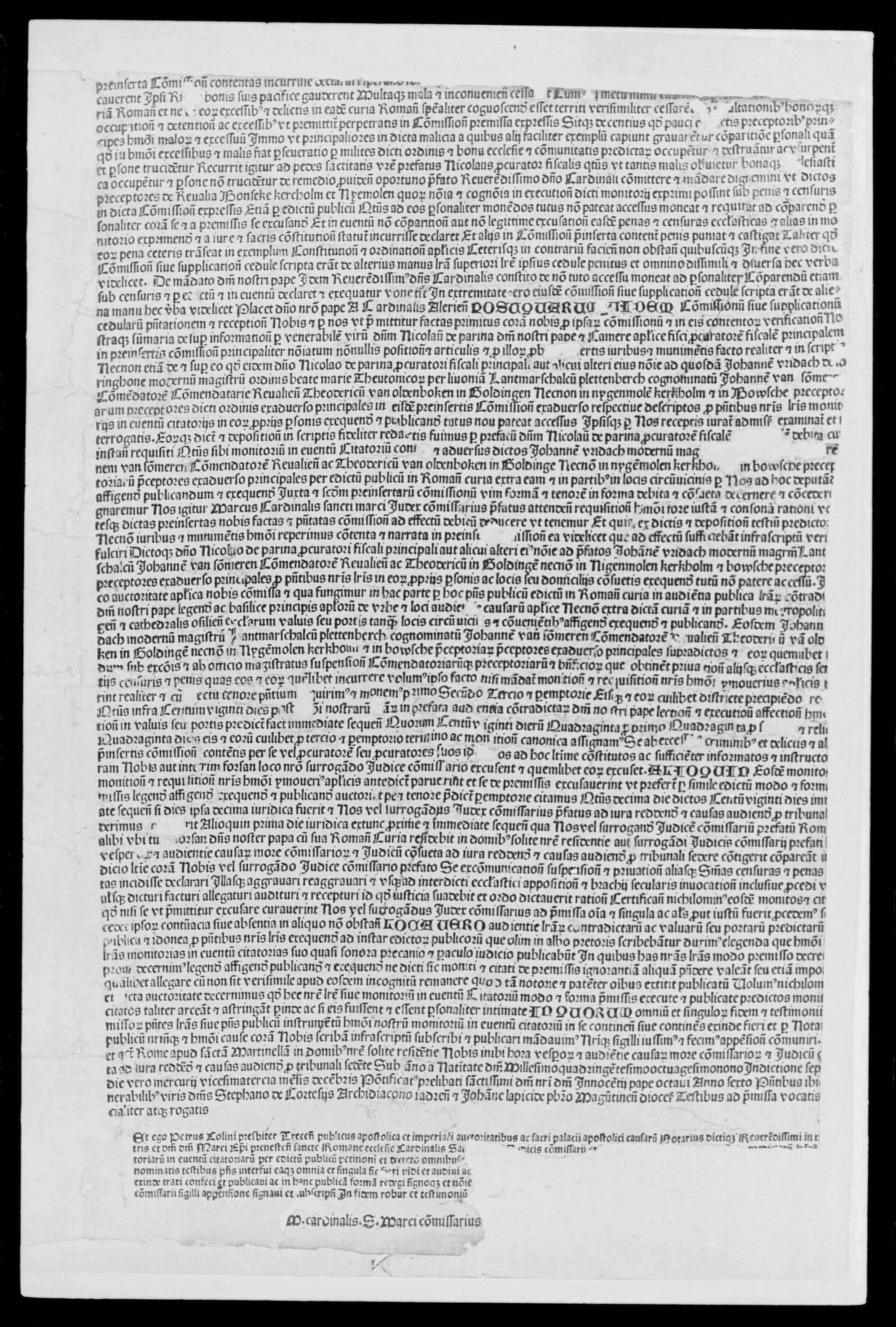
Instrumentum monitorium contra Johannes Vridach, Johannes von Sommeren, Komtur von Reval et sociis, 1490

Sein Onkel, Papst Paul II., erhob ihn am 18. September 1467 zur Kardinalswürde und ernannte ihn zum Kardinalpriester von San Marco. Im selben Konsistorium wurde auch Francesco della Rovere, der spätere Sixtus IV. zum Kardinal kreiert. 1478 wurde Barbo Kardinalbischof von Palestrina, behielt jedoch seine frühere Titelkirche als Kommende bei, in der sich auch sein Epitaph befindet. 1478 wurde er ebenfalls Camerlengo des Kardinalskollegiums.
Seit 1455 war er Elekt von Treviso (bis 1470), 1464 wurde er auch zum Bischof von Vicenza ernannt. 1470 wurde er zum Patriarchen von Aquileia erhoben. Zur weiteren Versorgung dienten zahlreiche Kommenden außerhalb Roms; er war von 1468 bis zu seinem Tod Kommendatarabt von Santo Spirito in Palermo.
Ab 1464 wurde er mit diplomatischen Missionen in Frankreich und England betraut. 1472 wurde er als Legat nach Deutschland, Ungarn und Polen gesandt, um vor allem bei Kaiser Friedrich III. für einen Kreuzzug zu werben, 1474 ist er nach Rom zurückgekehrt. Als Kardinal setzte sich Barbo besonders für die Anliegen englischer Prälaten ein. 1467 wurde er der erste Kardinalprotektor des deutschen Hospitals Santa Maria dell’Anima, in dessen Bruderschaft er sich 1479 aufnehmen ließ. Zu seinen Familiaren zählte der spätere Zeremonienmeister Alexanders VI. Johannes Burckard. Von 1466 bis 1471 war Kardinal Barbo Großprior des Großpriorates von Rom des Johanniterordens.
Im Konklave von 1484, das mit der Wahl Innozenz VIII. endete, erhielt er in einem Skrutinium über zehn Stimmen, was die weltlich eingestellten Fraktionen zur Zusammenarbeit nötigte, um die Wahl eines moralisch integren, für die Kirchenreform eintretenden Kandidaten zu verhindern.
Er war ein anerkannter Büchersammler. Seinen Nachlass bestimmte er für karitative Zwecke.

## Schriften
- Instrumentum monitorium contra Johannes Vridach, Johannes von Sommeren, Komtur von Reval et sociis. Matthäus Brandis, Lübeck 1490 (Latein, beic.it).